# Beat Me
Beat Me è un singolo della cantante olandese Davina Michelle, pubblicato il 28 febbraio 2020 su etichetta discografica 8ball Music come terzo estratto dall'album di debutto My Own World.

## Tracce
Download digitale
1. Beat Me – 3:12

## Classifiche

### Classifiche settimanali
| Classifica (2020) | Posizione massima |
| ----------------- | ----------------- |
| Paesi Bassi       | 18                |

### Classifiche di fine anno
| Classifica (2020) | Posizione |
| ----------------- | --------- |
| Paesi Bassi       | 57        |